# Araneus lancearius
Araneus lancearius är en spindelart som först beskrevs av Eugen von Keyserling 1887.  Araneus lancearius ingår i släktet Araneus och familjen hjulspindlar.
Artens utbredningsområde är New South Wales. Inga underarter finns listade i Catalogue of Life.